# Okręg Górnośląski ZHR
Okręg Górnośląski ZHR – organizacyjna terenowa jednostka Związku Harcerstwa Rzeczypospolitej działająca na terenie województwa śląskiego, oraz województwa opolskiego.

## Zarząd Okręgu[2]
- Przewodniczący okręgu – hm. Krzysztof Bajerski HR
- Zastępca przewodniczącego okręgu – vacat
- Skarbnik Okręgu – Szymon Dziedzic HO
- Członek Zarządu ds. absolwentów - hm. Piotr Koj HR
- Członek Zarządu ds. formacji religijnej - phm. Barbara Janicka HR
- Komendant Górnośląskiej Chorągwi Harcerzy – hm. Sławomir Winszczyk HR
- Komendantka Górnośląskiej Chorągwi Harcerek – hm. Monika Rewienko HR
- Komendant Chorągwi Harcerzy Ziemi Opolskiej – hm. Adam Ziembowicz HR